# 6845 Mansurova
6845 Mansurova (1976 JG2) là một tiểu hành tinh vành đai chính được phát hiện ngày 2 tháng 5 năm 1976 bởi N. S. Chernykh ở Đài vật lý thiên văn Crimean.